# Kuroshiovolva
Genre
Kuroshiovolva est un genre de mollusques gastéropodes de la famille des Ovulidae. L'espèce-type est Kuroshiovolva shingoi. 

## Liste d'espèces
Selon World Register of Marine Species (30 septembre 2017) :
- Kuroshiovolva lacanientae Lorenz, 2009
- Kuroshiovolva shingoi Azuma & Cate, 1971